# Диковский, Александр Яковлевич
Александр Яковлевич Диковский (9 августа 1945,	Ленинград — 6 января 2014, в Нанте, Франция) —доктор физико-математических наук. Внёс вклад в области математики, лингвистики и информатики. За свою карьеру опубликовал более 100 научных работ, 12 глав в книгах, участвовал в многочисленных национальных и международных проектах.

## Биография
Александр Яковлевич Диковский родился 9 августа 1945 года в Ленинграде в семье инженеров: отец — военный инженер Яков Михайлович Диковский (1917—1999), мать — Раиса Рувимовна Диковская, урожденная Лившиц (1920—1992), инженер-конструктор. В ноябре 1946-го года родился брат Валерий (Валерий Яковлевич Диковский — физик).
В 1960 году, после отставки отца, семья переехала в Академгородок (Новосибирск). В 1962-м году Александр поступил на только что созданное отделение математической лингвистики Новосибирского Государственного Университета. 
Преподавателями Александра Диковского в НГУ были учёные: А. В. Гладкий, Б. А. Трахтенброт, И. А. Мельчук, Л. И. Богораз, С. Я. Фитиалов, Ю. Д. Апресян, Ю. С. Мартемьянов, Ф. А. Дрейзин и многие другие, большинство из которых впоследствии стали близкими друзьями Александра и его супруги. Учебный план был экспериментальным и включал как лингвистические, так и метаматематические дисциплины в объёме соответствующих факультетов, а также изучение нескольких иностранных языков. В 1967-м году Александр закончил университет с красным дипломом. Дипломная работа Александра под руководством А. В. Гладкого была выполнена по теме: «О соотношении между классом всех контекстно-свободных языков и классом детерминированных контекстно-свободных языков».
Во время учёбы Александр принимал участие в научных исследованиях, через год после выпуска были опубликованы две его первые научные работы. Одна из них о категориальных грамматиках была выполнена совместно с супругой. По окончании университета оба были приняты на работу в Институт Математики Сибирского отделения Академии Наук. В 1971 г. Александр возглавил отделение математической лингвистики НГУ, где вёл основной курс по математической лингвистике до 1976 года.
В марте 1973 года защитил кандидатскую диссертацию в Ленинградском отделении Математического Института им. Стеклова РАН.
В 1976-1979 годах Александр преподавал математику в Новосибирском Институте народного хозяйства, затем с семьей перебрался в Тверь, где жил и работал его бывший научный руководитель А. В. Гладкий. Здесь Александр и Лариса стали сотрудниками НИИ Центрпрограммсистем. В этом институте Александр руководил научной группой и по совместительству преподавал в Калининском университете.
С 1979-го до 1986-го года А. Я. Диковский, совместно с А. В. Гладким, Б. С. Галюкшовым и М. И. Кановичем, участвовал в создании на базе университета «тверской школы математической логики», отличавшейся значительным лингвистическим уклоном.
В 1986-м году Александр с семьей переехал в Подмосковные Мытищи и начал работу в Москве в Институте Прикладной Математики имени М. В. Келдыша (1989—1998), которую он совмещал с преподаванием в Российском Государственном Гуманитарном Университете (1989—1997) на факультете теоретической и прикладной лингвистики.
В ноябре 1992 года в Санкт-Петербургском Государственном Университете защитил докторскую диссертацию. Через два года Александр уехал в Турцию, преподавать в Билкентском университете Анкары, а с 1995-го по 1998-й ежегодно читал лекции в университете Париж-12. В 1998-м году Александр получил позицию профессора в Нантском университете (Франция), где преподавал, а также руководил лабораторией компьютерной лингвистики. При его участии было организовано рамочное соглашение между Университетом Нанта и Новосибирским Государственным Университетом, на основе которого студенты направления фундаментальной и прикладной лингвистики НГУ проходили семестровые стажировки во Франции.
В 2012 году у Александра обнаружили рак печени, с которым он боролся до января 2014-го года. Несмотря заболевание, Александр продолжал заниматься наукой практически до последних дней своей жизни. Последняя его статья, «Linguistic↔Rational Agents’ Semantics», которой научный журнал Springer посвятил целый выпуск, была подана на рассмотрение совсем незадолго до смерти и вышла в печать уже посмертно в 2017-м году.

### Личная жизнь
Свою будущую жену, Ларису Сергеевну Модину (1945—2017), Александр встретил ещё в школе, затем вместе с ней поступил на отделение математической лингвистики Новосибирского Государственного Университета. В январе 1966-го года Лариса и Александр поженились, а в декабре у пары родилась дочь Евгения.
У Александра был абсолютный слух, и с раннего детства он мечтал играть на фортепиано или на скрипке, но семья жила достаточно бедно и не могла позволить себе покупку инструмента. Ещё одним увлечением Александра были горы. Во время учёбы в институте Александр увлекся альпинизмом и записался в клуб «Вертикаль», с членами которого каждое лето выезжал в горы. Позже, получив разряд кандидата в Мастера Спорта, он в течение нескольких лет был президентом этого альпинистского клуба. 
Прах А. Я. Диковского был развеян во французский Альпах.

## Научный вклад
Основные сферы научной деятельности Александра Яковлевича Диковского: математическая лингвистика, теория формальных грамматик и теория алгоритмов, формальная семантика, компьютерная лингвистика, лингвистика. А. Я. Диковский внёс вклад в исследование многих аспектов формальных языков, измерение сложности формальных грамматик, в частности ввёл новую меру сложности деревьев вывода в бесконтекстных грамматиках, получившую название «густота дерева»; развил теорию доминационных грамматик; определил существенное расширение категориальных грамматик зависимостей и совместно с сотрудниками лаборатории Университета Нанта построил почти полную категориальную грамматику и систему синтаксического анализа для французского языка. Наметил план построения такой категориальной грамматики для русского языка.

## Научные труды
Александр Яковлевич Диковский является автором более 100 научных работ, 12 глав монографий, среди них:
•	Теория формальных грамматик (Итоги науки и техн. Сер. Теор. вероятн. Мат. стат. Теор. кибернет., 10, 1972; соавтор А. В. Гладкий);
•	«The theory of formal grammars» (J. Math. Sci. (N. Y.), 2:5, 1974; соавтор А. В. Гладкий);
•	К общему понятию сложности вывода в контекстно-свободной грамматике (Докл. АН СССР, 214:2, 1974);
•	EE-стабильность и перспективность поведения динамических дедуктивных баз данных (Препринты ИПМ им. М. В. Келдыша, 1995; соавтор М. И. Дехтярь);
•	Густота дерева вывода и активная емкость грамматики (Пробл. передачи информ., 8:4, 1972);
•	Space considerations in prolog (Lecture notes in computer science. 1989. Vol. 363);
•	On computational complexity of prolog programs (Theoretical Computer Science, 1993. Vol. 119);
•	Categorial grammars with iterated types form a strict hierarchy of k-valued languages (Theoretical Computer Science, 2012, 450; соавторы D. Béchet, A. Foret);
•	Lecture Notes in Computer Science (including subseries Lecture Notes in Artificial Intelligence and Lecture Notes in Bioinformatics): Preface (Lecture Notes in Computer Science (including subseries Lecture Notes in Artificial Intelligence and Lecture Notes in Bioinformatics, 2012, 7351 LNCS; соавтор D. Béchet);
•	Structural bootstrapping of large scale categorial dependency grammars (Frontiers in Artificial Intelligence and Applications, 2013, 258);
•	'CDG Lab': An integrated environment for categorial dependency grammar and dependency treebank development (Frontiers in Artificial Intelligence and Applications, 2013, 258; соавторы D. Béchet, O. Lacroix);
•	Categorial dependency grammars (Theoretical Computer Science, 2015, 579; соавторы M. Dekhtyar, B. Karlov);
•	Linguistic ↔ Rational Agents’ Semantics (Journal of Logic, Language and Information, 2017, 26(4)).

## Подготовка кадров
Выпускники-ученики А. Я. Диковского в сфере науки и образования:
- Р. И. Гафт, НГУ 1971 (тема дипломной работы — «Классы языков, связанные с МП-автоматами с малым числом состояний или символов магазинной памяти»);
- И. С. Кононенко, НГУ 1975 (тема дипломной работы — «Об автоматическом семантическом анализе русского предложения на материале системы РИТА»);
- Е. Л. Першина, НГУ 1975 (тема дипломной работы — «Об автоматическом семантическом анализе русского предложения на материале системы РИТА»);
- М. К. Тимофеева, НГУ 1976 (тема дипломной работы — «О некоторых сложностных классификациях класса монадических рекурсивных схем»).